# タルガ・リソーシーズ
タルガ・リソーシーズ（英語: Targa Resources）は、テキサス州ヒューストンに拠点を置く企業であり、フォーチュン500にランクインされている。中流エネルギー・インフラ企業であるタルガは、天然ガスと天然ガス液を供給する米国最大級のインフラ企業である。主にメキシコ湾岸、特にテキサスとルイジアナを拠点に、事業展開が行われている。2020年からは、マシューJ.メロイが最高経営責任者を務めている。

## 歴史・買収
タルガ・リソーシーズは2005年10月27日に設立され、テキサス州ヒューストンに本社を置いている。
2015年、タルガ・リソーシーズはオクラホマに本拠を置くアトラス・パイプライン・パートナーズ社とアトラス・エナジー社を買収した。2017年、タルガはアウトリガー・デラウェア・オペレーティング社、アウトリガー・サザン・デラウェア・オペレーティング社、アウトリガー・ミッドランド・オペレーティング社を買収した。
2022年、タルガはサウスクロス・エナジー・オペレーティング社を2億ドルで買収した。